# Eksperyment 50 szkół
Eksperyment 50 szkół – eksperyment pedagogiczny, w którym uczestniczyło 50 z 585 szkół, biorących udział we wcześniejszym eksperymencie. Był to eksperyment naturalny, którego celem było przekształcenie ostatnich dwóch klas 10-letniej szkoły ogólnokształcącej tak, aby po przedłużeniu jej trwania o rok dawała także zawodowe kwalifikacje robotnicze na poziomie tzw. trzeciej grupy kwalifikacyjnej. 
Eksperyment przeprowadzony był w latach 1957–1958 w Rosyjskiej Federacyjnej Socjalistycznej Republice Radzieckiej pod kierownictwem Akademii Nauk Pedagogicznych RFSRR.
Uczniowie dwóch ostatnich klas szkoły ogólnokształcącej w ZSRR odbywali lekcje przez 4 lub 3 dni w tygodniu, natomiast resztę spędzali w zakładach produkcyjnych, zdobywając jakąś specjalność zawodową. Wyniki akcji stały się źródłem przesłanek dla reformy szkoły radzieckiej.